# Thierhaupten
Thierhaupten es un municipio en Alemania, situado en el distrito de Augsburgo en la región administrativa de Suabia en el Estado de Baviera.

## Historia
El nombre de Thierhaupten es de origen germano: Se piensa que hubo un asentamiento germano donde había cráneos animales expuestos. Según una leyenda, en 750, Tasilón III, el duque de Baviera, fundó un monasterio en este sitio. Se había extraviado mientras cazaba y prometió a Dios construir un monasterio en el sitio de su salvación. En seguida, apareció una cierva que le mostró el camino. 
El monasterio benedictino es uno de los más antiguos de Baviera. En la Edad Media, Thierhaupten adquirió el derecho de un mercado.
En 1803, el monasterio fue privatizado por la secularización. El último abad del monasterio, Edmund Schmid, compró la iglesia del monasterio, San Pedro y Pablo. En 1983, el ayuntamiento del municipio compró el resto de los edificios del exmonasterio y los restauró.

## Geografía
Thierhaupten está situada en el margen del este del valle del río Lech entre Augsburgo y Donauwörth. El río Lech atraviesa al área de Thierhaupten por el oeste.
La elevación mayor de Thierhaupten es el Kühberg ("monte de las vacas"), a 499 m al NN en el área del pueblo Neukirchen. El Kreuzberg ("monte de la cruz"), a 479 m al NN del mismo pueblo de Thierhaupten.

### Comunidades vecinas
- Aindling (distrito de Aichach-Friedberg)
- Baar (distrito de Aichach-Friedberg)
- Ellgau (distrito de Augsburgo)
- Meitingen (distrito de Augsburgo)
- Münster (distrito de Danubio-Ries)
- Pöttmes (distrito de Aichach-Friedberg)
- Todtenweis (distrito de Aichach-Friedberg)

### División del municipio
La comunidad tiene ocho poblaciones:
- Altenbach
- Hölzlarn
- Königsbrunn
- Neukirchen
- Ötz
- Sparmannseck
- Thierhaupten
- Weiden

- Datos: Q302907
- Multimedia: Thierhaupten / Q302907

1. ↑  Worldpostalcodes.org, código postal n.º 86672.